# Анфельтия
Анфельтия, или анфельция (лат. Ahnfeltia), — род красных водорослей семейства Анфельтиевые (Ahnfeltiaceae) (ранее род относили к семейству Phyllophoraceae) из класса Флоридеевые водоросли (Florideophyceae). Около десяти видов, распространённых в северной части Атлантического и Тихого океана, а также в некоторых регионах Северного Ледовитого океана. Источник высококачественного агар-агара.
Род назван в честь шведского ботаника Нильса Отто Анфельта.

## Строение
Слоевища многолетние, длиной до 20 см, хрящеватые, разветвлённые, могут быть как прикреплёнными, так и неприкреплёнными. Встречаются как в литорали, так и в сублиторали (на глубине до 30 м).
Для большинства видов характерна неприкреплённая форма слоевищ, такие слоевища образуют в морях крупные скопления; размножение при этом происходит только вегетативным путём.
Прикреплённые формы могут размножаться как вегетативным, так и бесполым путём: в последнем случае на поверхности слоевища возникают специальные нитеобразные образования (нематеции), среди которых развиваются моноспорангии, в которых, в свою очередь, развиваются моноспоры — специализированные клетки, из которых развиваются новые организмы.

## Использование
Водоросли этого рода, которые добывали в Белом море и рядом с Сахалином, были главным сырьём агаровой промышленности Советского Союза, при этом в качестве промысловых использовались скопления, образованные неприкреплёнными формами видов анфельции.

## Виды
По информации базы данных AlgaeBase, род включает 11 видов:
- Ahnfeltia borealis D.Milstein & G.W.Saunders
- Ahnfeltia elongata Montagne
- Ahnfeltia fastigiata (Endlicher) Makienko — Анфельция равновершинная[5]
- Ahnfeltia pinnulata Harvey
- Ahnfeltia plicata (Hudson) E.M.Fries typus — Анфельтия складчатая[1]
- Ahnfeltia polyides Areschoug
- Ahnfeltia setacea (Kützing) F.Schmitz
- Ahnfeltia svensonii W.R.Taylor
- Ahnfeltia tobuchiensis (Kanno & Matsubara) Makienko — Анфельтия тобучинская[1]
- Ahnfeltia torulosa (J.D.Hooker & Harvey) J.Agardh
- Ahnfeltia yinggehaiensis B.-M.Xia & Y.-Q.Zhang

Анфельтия складчатая растёт в холодных морях и океанах в прибрежной зоне, в Белом море образует обширные заросли; это самый распространённый вид. Используется в промышленности для изготовления агар-агара. Анфельтия тобучинская растёт в дальневосточных морях. Анфельция равновершинная — редкий вид, встречающийся на Дальнем Востоке, а также на тихоокеанском побережье Северной Америки; включён в Красную книгу России.